# 涡轴-8
涡轴-8，正式編號FWZ-8，是中华人民共和国在法国的透博梅卡阿赫耶发动机的基础上研制设计的一款涡轮轴航空发动机，用于直-9等机型。

#### 使用机型
- 直-9
- 直-19